# Gambleola
Gambleola är ett släkte av svampar. Gambleola ingår i familjen Pucciniosiraceae, ordningen Pucciniales, klassen Pucciniomycetes, divisionen basidiesvampar och riket svampar.
|           | Dietelia                            |
|           |                                     |
|           | Pucciniosira                        |
|           |                                     |
|           | Cionothrix                          |
|           |                                     |
|           | Didymopsora                         |
|           |                                     |
|           | Baeodromus                          |
|           |                                     |
|           | Ceratocoma                          |
|           |                                     |
|           | Chardoniella                        |
|           |                                     |
|           | Alveolaria                          |
|           |                                     |
|           | Trichopsora                         |
|           |                                     |
| Gambleola | \| \| Gambleola cornuta \| \| \| \| |
|           | \| \| Gambleola cornuta \| \| \| \| |
|           | Gambleola cornuta                   |
|           |                                     |

|  | Gambleola cornuta |
|  |                   |